# Дірбах
Дірбах (нім. Dierbach) — громада в Німеччині, розташована в землі Рейнланд-Пфальц. Входить до складу району Південний Вайнштрассе. Складова частина об'єднання громад Бад-Бергцаберн.
Площа — 5,48 км2. Населення становить 548 ос. (станом на 31 грудня 2020).